# Santa Crescenciana (título cardenalicio)
Santa Crescenciana fue un título cardenalicio de la Iglesia católica en honor de Santa Crescenciana de Roma, santa conmemorada tradicionalmente el 5 de mayo. Aparece en el Concilio de Roma de 499 correspondiendo con la basílica Crescenziana que fue fundada por el papa Anastasio I según se indica en el Liber Pontificalis. Fue suprimido por el papa Gregorio Magno que lo absorbió con el título de San Sixto.

## Titulares
- Bono (494)